# Graham Booth
Graham Booth (ur. 29 marca 1940 w Paignton, zm. 14 grudnia 2011) – brytyjski polityk, przedsiębiorca, deputowany do Parlamentu Europejskiego w latach 2002–2008.

## Życiorys
Uzyskał wykształcenie średnie. W drugiej połowie lat 50. był zatrudniony w Lloyds Banku. W 1960 zaczął prowadzić własną działalność gospodarczą jako właściciel hotelu.
Zaangażował się w działalność Partii Niepodległości Zjednoczonego Królestwa (UKIP), był (od 2000 do 2002) zastępcą jej lidera. W 1999 bez powodzenia kandydował do Parlamentu Europejskiego. Mandat objął jednak w grudniu 2002, zasiadał w Grupie na rzecz Europy Demokracji i Różnorodności. W 2004 z ramienia UKIP uzyskał reelekcję. W PE VI kadencji przystąpił do grupy Niepodległość i Demokracja, pracował w Komisji Rozwoju Regionalnego i następnie w Komisji Handlu Międzynarodowego. We wrześniu 2008 zrezygnował z mandatu, został zastąpiony przez Trevora Colmana.